# Bergstrom

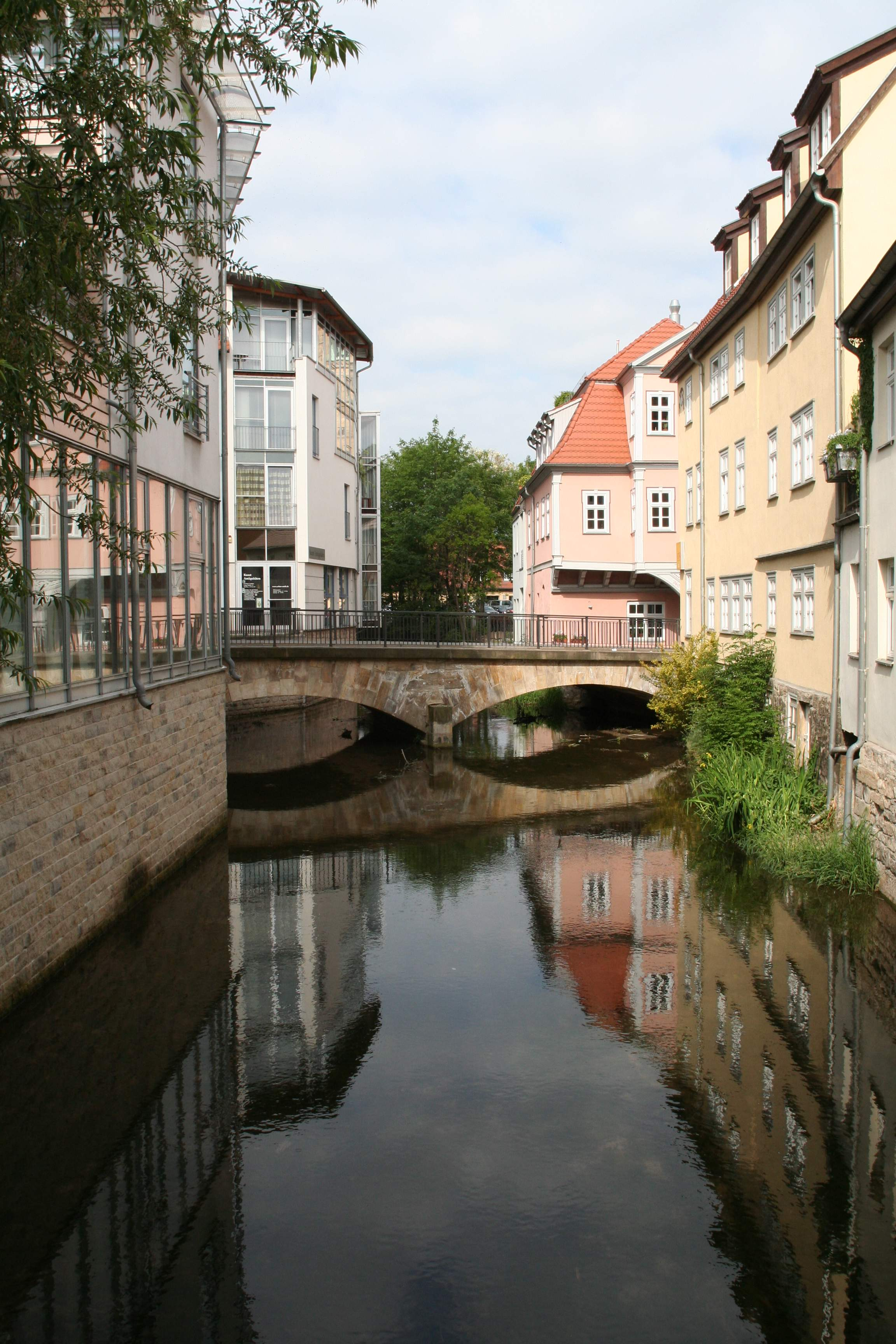
Der Bergstrom an der Langen Brücke

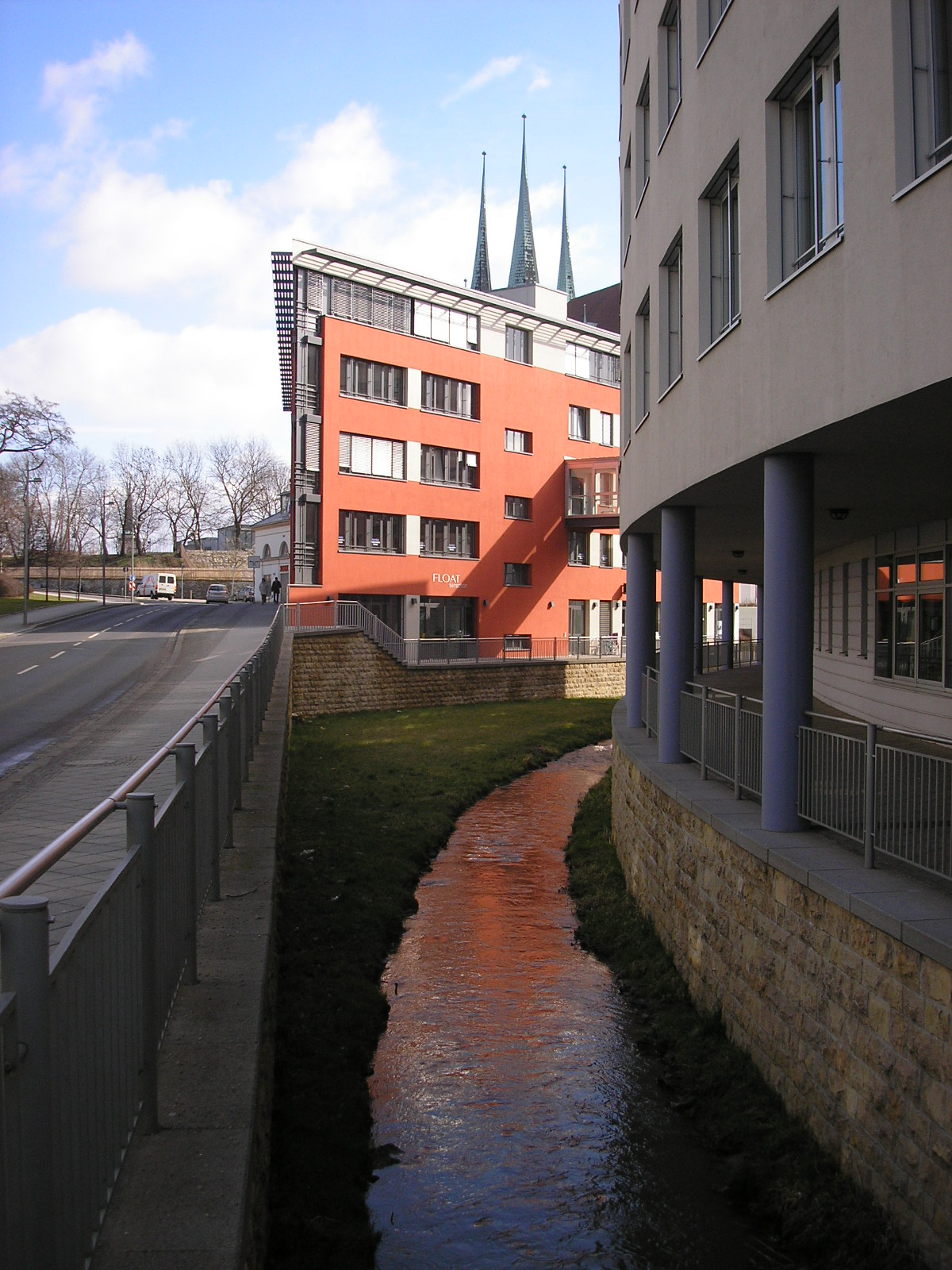
Der Bergstrom hinter dem Domberg

Der Bergstrom ist ein Arm der Gera im westlichen Stadtgebiet von Erfurt.

## Verlauf
Die Gera zweigt sich kurz vor der Espachstraße in zwei Arme auf: der westliche Arm ist der Bergstrom und der östliche der Walkstrom. Der Bergstrom fließt zunächst nach Norden, parallel zur Cyriakstraße zum Gothaer Platz, von dort aus in nordöstlicher Richtung entlang der Bonemilchstraße zum Theaterplatz am Fuße des Petersbergs. Dort knickt er in südöstlicher Richtung ab und umfließt den Domberg, bevor er kurz hinter der Langen Brücke wieder mit dem Walkstrom zusammenfließt und den Breitstrom bildet.